# Andrzejówka (Gronówek)
Andrzejówka – część wsi Gronówek w Polsce, położona w województwie łódzkim, w powiecie sieradzkim, w gminie Złoczew. Wchodzi w skład sołectwa Gronówek.
W latach 1975–1998 Andrzejówka administracyjnie należała do województwa sieradzkiego.